# Oliarus mori
Oliarus mori är en insektsart som beskrevs av Matsumura 1914. Oliarus mori ingår i släktet Oliarus och familjen kilstritar. Inga underarter finns listade i Catalogue of Life.